# Тиллер, Джордж
Джордж Ричард Ти́ллер (англ. George Richard Tiller; 8 августа 1941, Уичито, штат Канзас — 31 мая 2009, там же) — американский врач, убитый за практику абортов на поздней стадии беременности.
Начал заниматься врачебной практикой в 1973 году. Первое покушение пережил в 1993 году. Убит 31 мая 2009 года в лютеранской церкви Канзаса, прихожанином которой он являлся.

## Карьера
Тиллер родился в городе Уичито, штат Канзас, в семье Катерины и Дина Джексона (Джека) Тиллера, доктора медицины. Он учился в школе медицины Канзасского университета с 1963 по 1967 год. Вскоре после окончания университета он прошёл медицинскую стажировку в ВМС США и служил хирургом в Кэмп-Пендлтон, штат Калифорния, с 1969 по 1970 год. В июле 1970 он планировал начать практиковать дерматологию. Однако 21 августа 1970 года его родители, сестра и шурин погибли в результате авиационного происшествия. В своём завещании, его сестра просила Тиллера заботиться о её годовалом сыне. Тиллер намеревался вернуться в Уичито, закрыть семейную клинику отца, а затем начать практику дерматолога. Тогда он быстро понял, что взять на себя клинику отца ему будет очень сложно. Отец Тиллера практиковал аборты в своей клинике. Услышав о женщине, которая умерла от подпольного аборта, Тиллер остался в Уичито, чтобы продолжить практику своего отца.
Практика Тиллера в абортах на поздних сроках вызвала протесты пролайферов. Тиллер занимался пациентами, у которых были обнаружены в конце беременности серьёзные или смертельные врождённые дефекты зародышей. Он также проводил аборты у женщин, у которых были здоровые плоды на поздних сроках в тех случаях, когда два доктора до него приходили к выводу, что вынашивание плода в перспективе могло вызвать у женщины «существенные и необратимые нарушения основных функций организма». Его практика часто делала его центром внимания пролайферов. Активисты Канзасской Коалиции пролайферов (англ. The Kansas Coalition for Life) ежедневно стояли за пределами имений Тиллера с 9 мая 2004 года до 31 мая 2009 года. Группа известна своим несостоявшимся мероприятием под названием «Лето милосердия», проходившим в июле и августе 1991 года, которое призвано было уделять особое внимание деятельности клиники Тиллера, но также и деятельности других врачей, которые проводили аборты в Уичито, штат Канзас. Годы спустя, филиал, который отделился от основной группы, переехал из Калифорнии в штат Канзас, чтобы специально сосредоточиться на деятельности Тиллера.
Закон Канзаса запрещает аборт на поздних сроках, если два врача не подтверждают, что продолжение беременности может вызвать у женщины «существенные и необратимые нарушения основных функций организма». Двое консультирующих врача не должны быть «в финансовой связи» с врачом, делающим аборт. Тиллер был обвинён в 19 правонарушениях из-за, якобы, «финансовой связи» с одним из врачей в 2003 году. Дело стало известным судебным процессом для сторонников и противников легального аборта. Колумнист WorldNet Джек Кэсхилл сравнил суд с Нюрнбергским процессом над нацистскими военными преступниками, в то время как профессор Нью-Йоркского университета Яков Аппель описал Тиллера как «подлинного героя, который занимает место в пантеоне защитников свободы человека наряду со Сьюзен Энтони и Мартином Лютером Кингом». Судебный процесс проходил в марте 2009 года; 27 марта, примерно за два месяца до его смерти, суд оправдал Тиллера по всем пунктам обвинения.

## Убийство
31 мая 2009 года доктор Тиллер был застрелен одним выстрелом из пистолета около 10 часов утра в Реформистской лютеранской церкви в Уичито. Преступнику, 51-летнему Скотту Редеру (англ. Scott P. Roeder), удалось скрыться с места преступления, но через несколько часов его задержали. 1 апреля 2010 года Редер был приговорён судом к пожизненному заключению с правом на досрочное освобождение через 50 лет. 9 января 2018 года срок минимального заключения был снижен до 25 лет.